# Козарська Дубиця (громада)
Козарська Дубиця (серб. Општина Козарска Дубица) — боснійська громада, розташована в регіоні Прієдор Республіки Сербської. Адміністративним центром є місто Козарська Дубиця.